# أحادي وثنائي الجليسريدات للأحماض الدهنية

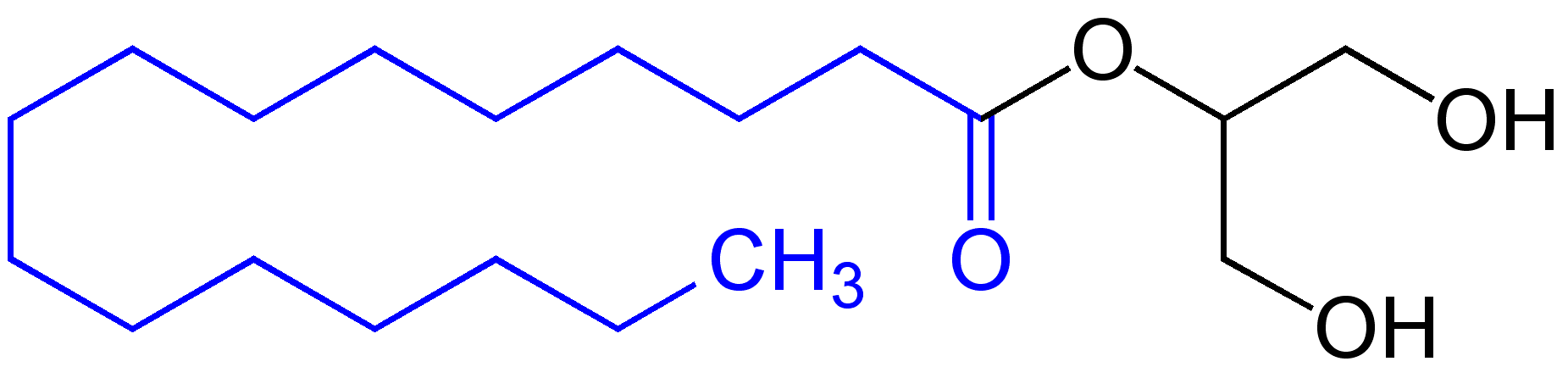
جليسريد أحادي لحمض دهني. يظهر الجليسريد في هذا المثال مع رواسب حمض دهني مُشبع (مُوضح بالأزرق).

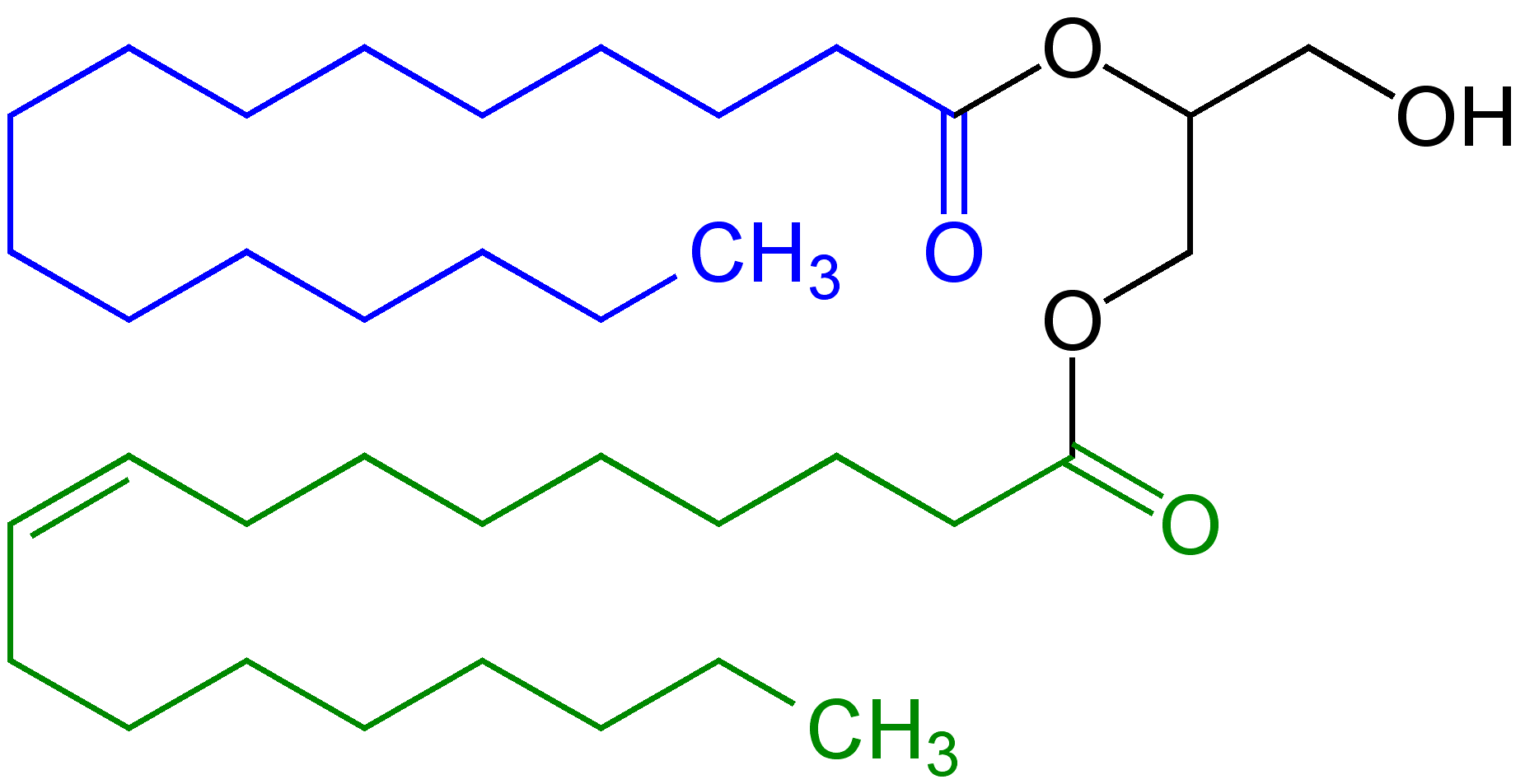
جليسريد ثنائي. يظهر الجليسريد في هذا المثال مع رواسب حمض دهني مُشبع (مُوضح بالأزرق)، ورواسب حمض دهني غير مُشبع (مُوضح بالأخضر).

أحادي وثنائي الجليسريدات للأحماض الدهنية (E471) هو خليط من المواد يُضاف للغذاء ليقوم بدور المستحلب ويتكون من جليسريدات ثنائية وأحادية. يُشار إلى هذا الخليط في بعض الأحيان بالجليسريدات الجزئية. وفي التفاصيل فإن الأطعمة التي تحتوي على الرمز الغذائي "E471" ارتبطت بارتفاع خطر السرطان بشكل عام بنحو 15 بالمئة، كما زادت من خطر الإصابة بسرطان الثدي للسيدات بنحو 24 في المئة، وسرطان البروستات للرجال بأكثر من 65 بالمئة

## التخليط
توجد الجليسريدات الأحادية والثنائية بشكل طبيعي في العديد من زيوت البذور، ولكن عادة ما تكون درجة تركيزهم ضعيفة. يُنتج خليط الجليسريدات المُصنع بشكل رئيسي عن طريق تفاعل تحلل بالجليسرين بين الجليسريدات الثلاثية (الدهون/الزيوت) والجليسرول. يُمكن أن تكون المادة الخام التي يُصنع منها هذا الخليط هي دهون وزيوت نباتية أو حيوانية.